# Bondigoux
Bondigoux är en kommun i departementet Haute-Garonne i regionen Occitanien i södra Frankrike. Kommunen ligger i kantonen Villemur-sur-Tarn som tillhör arrondissementet Toulouse. År 2022 hade Bondigoux 749 invånare.

## Befolkningsutveckling
Antalet invånare i kommunen Bondigoux
Referens:INSEE

## Monument

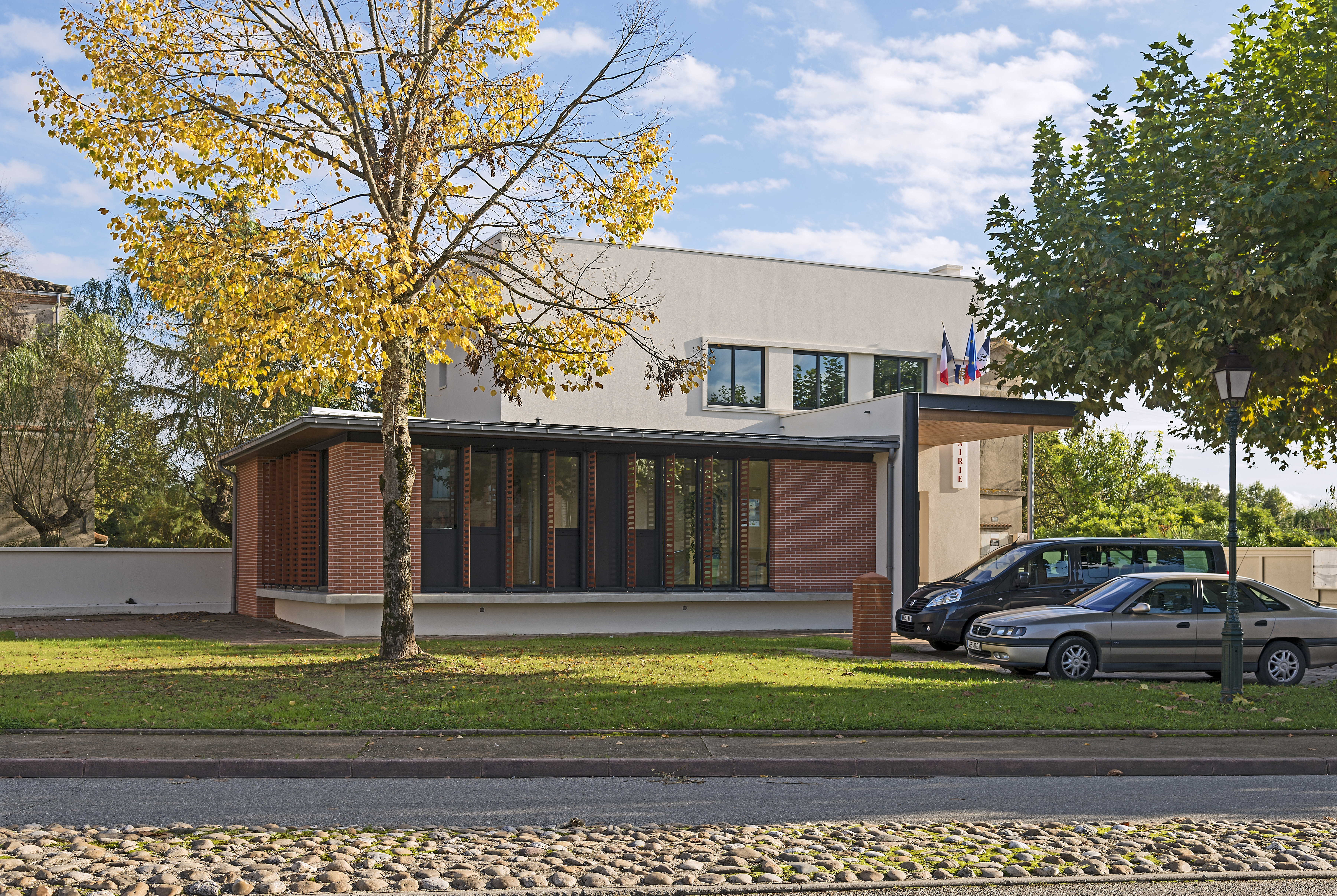
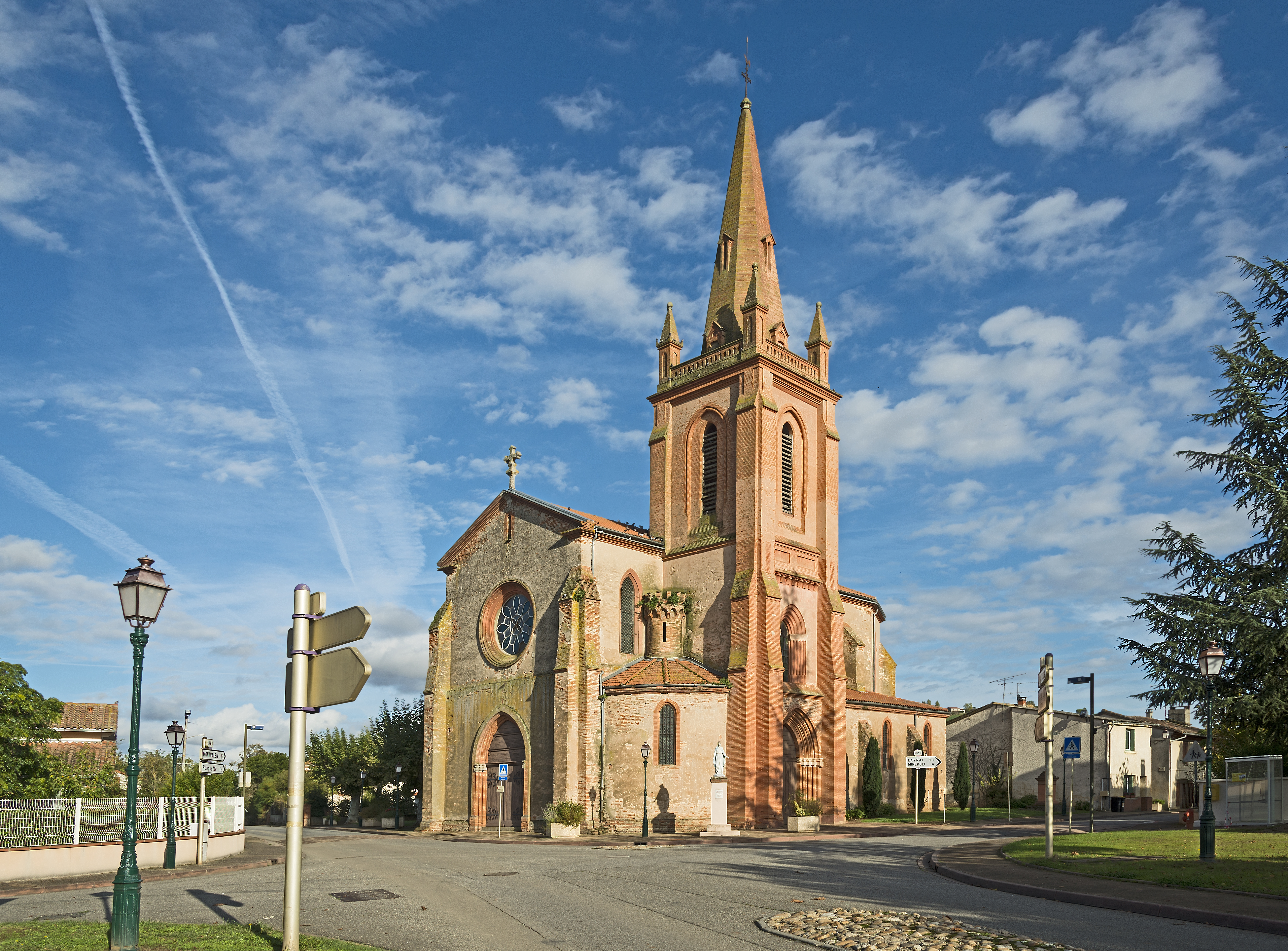
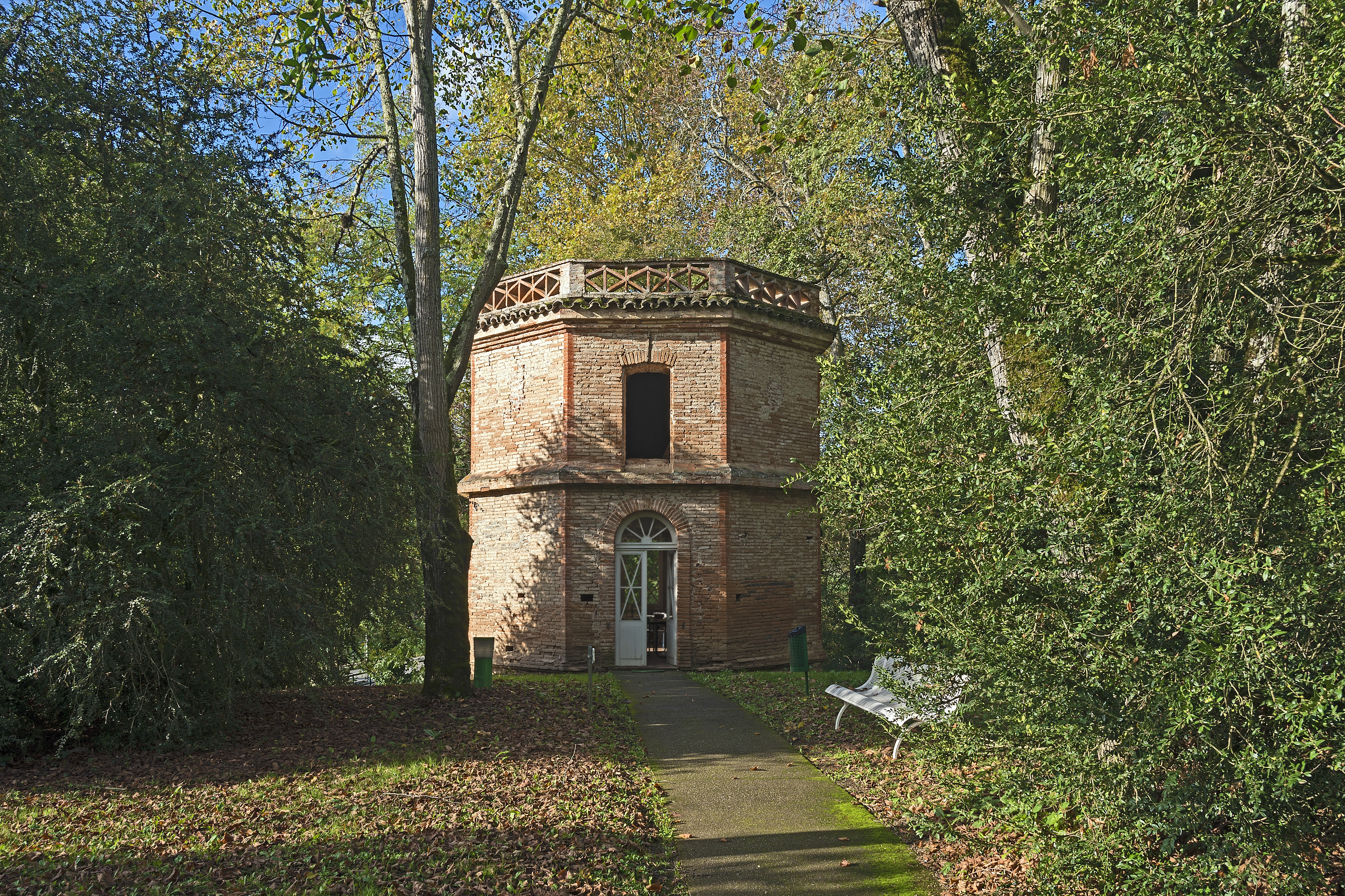